# Thermal Design Power
Mit Thermal Design Power (Abkürzung: TDP, gelegentlich auch falsch: Thermal Design Point) wird in der Elektronikindustrie ein maximaler Wert (bei manchen Herstellern auch der durchschnittliche Wert) für die thermische Verlustleistung elektrischer Bauteile oder eines Prozessors bezeichnet, auf deren Grundlage die Kühlung (falls erforderlich) sowie die Stromzufuhr ausgelegt werden. Die TDP ist meist geringer als die reale maximale Verlustleistung.
Je nach Typ des Bauteils, Kühlsystems und der Umgebungstemperatur (meist Lufttemperatur im Inneren eines Gehäuses) muss sichergestellt sein, dass auch in besonderen Bedingungen (hohe Umgebungstemperatur und hohe Prozessorlast) die entstehende Abwärme abgeführt wird. Hierdurch entsteht ein Zielkonflikt aus Leistung, Kosten, Geräuschbelastung und Raumklima. Die TDP wurde eingeführt, um vorab die thermische Dimensionierung eines Systems planen zu können. Zur Ermittlung der TDP werden Lastfälle benutzt, die bei typischer Höchstbeanspruchung im realen Einsatz auftreten, bei x86-Prozessoren etwa beim Kodieren von Videos oder dem Betrieb bei maximaler Kernspannung mit maximal zulässiger Kerntemperatur.

## Anwendung
Hersteller definieren die TDP unterschiedlich. Häufig entspricht sie der maximal möglichen Verlustleistung, so dass die Kühlung auf die entsprechende Abwärme ausgelegt sein muss. Zu ihrer Berechnung werden auf Herstellerseite keine einheitlichen Verfahren zugrunde gelegt, die sich darüber hinaus beim Hersteller ändern können. Ein einheitliches, Hersteller- und Prozessorgenerationen-übergreifendes Verfahren wäre allerdings nur sehr schwer zu realisieren, da unterschiedliche Mikroarchitekturen und verschiedene Prozessorfamilien bzw. Prozessorgenerationen eine andere Verteilung der Last benötigen, um voll ausgelastet zu sein. Hinzu kommt noch, dass in modernen Prozessoren immer mehr Teile zur eigentlichen CPU hinzukommen (daher die korrekte Verwendung des Begriffes „Prozessor“) wie zum Beispiel Caches, integrierte Grafikeinheiten, Controller für RAM, PCIe oder HyperTransport Schnittstellen sowie Spannungswandler enthalten sind, die sich mit dem Erzeugen von reiner Prozessorlast nicht auslasten lassen, jedoch einen Anteil an der Gesamt-TDP im Datenblatt haben. Mit anwendungsfernen, eher zu Testzwecken verwendeten Verfahren wie zum Beispiel Burn-In kann die angegebene TDP im Datenblatt überschritten werden.
Bei x86-kompatiblen Prozessoren ab 2004 geriet die TDP zunehmend im Hinblick auf Mobilgeräte in den Fokus der Chipentwicklung. Es gibt die Tendenz zur Optimierung der Abwärmemengen sowohl im Leerlaufbetrieb (Idle) als auch unter Volllast. Befehlssatz-Erweiterungen und Optimierungen an den Mikroarchitekturen sowie dynamisches Energie-Management wie PowerNow!, Enhanced PowerNow! und Cool’n’Quiet von AMD sowie die Intel-SpeedStep-Technologie haben eine Performance-Zunahme bei gleichzeitiger Reduktion des Energiebedarfs erwirkt. Eine andere Entwicklungsrichtung ist das maximale Ausschöpfen der TDP. In neuen Prozessoren, welche die automatischen Selbstübertaktungsfunktionen AMD Turbo Core beziehungsweise Intel Turbo Boost unterstützen, können einzelne, ungenutzte Kerne heruntergetaktet und abgeschaltet werden, sodass deren Anteil an der TDP einem anderen Kern zur Verfügung steht und dieser dadurch eine höhere Taktfrequenz erreichen kann, was bei single-threaded Anwendungen einen entscheidenden Vorteil bietet. Wenn die interne Regelung des Prozessors beim aktuellen Stromverbrauch und thermischen Budget noch Reserven feststellt, kann der Prozessor auch alle Kerne dynamisch übertakten und so näher an die TDP heranrücken. Diese mögliche Übertaktung aller Kerne wird in Datenblättern teilweise als maximale Turbo-Frequenz angegeben.
Während früher unterschiedliche Prozessoren unterschiedliche TDP-Werte erhielten, gibt es heute vermehrt TDP-Klassen, in die Prozessoren einsortiert werden. Für Desktop-Prozessoren wären typische Klassen 25, 35, 45, 65, 73, 80, 95, 125 und 130 Watt. Für Mobilprozessoren in Notebooks wären die Klassen 17, 25, 35 und 45 Watt.
Durch die vermehrte Beachtung der TDP wird diese jedoch verstärkt auch ein Marketinginstrument der Hersteller. So gibt z. B. Nvidia für die Grafikkarte Geforce 8800 Ultra eine geringere TDP an als für eine Geforce 8800 GTX, obwohl auf der 8800 Ultra der gleiche Grafikprozessor mit einer höheren Spannung und höheren Taktraten eingesetzt wird und – bei einer Überprüfung der Leistungsaufnahme – erwartungsgemäß einen höheren Wert erbrachte. Die niedrigere Angabe als bei der 8800 GTX war möglich, weil man dieser einen unnötig hohen TDP-Wert gegeben hatte.

## Aussagekraft der TDP
Obwohl die TDP eine wichtige Eigenschaft eines Bauteiles ist, gibt sie lediglich die maximal zu erwartende abzuführende Wärme an und eignet sich daher nicht dafür, den typischen Stromverbrauch eines Prozessors oder gar eines ganzen Systems im Leerlauf oder unter einer bestimmten Last zu bestimmen. So liegen auch Benchmark-Programme, die einen x86-Prozessor voll auslasten sollen (z. B. Cinebench, Core2MaxPerf, CPU Burn-in, IntelBurnTest oder Prime95), teilweise unter der angegebenen TDP. Ein Grund dafür kann sein, dass bestimmte Bestandteile der Rechenwerke nicht gleichzeitig oder nur mit bestimmten Befehlskombinationen oder Befehlssätzen (z. B. AVX) voll ausgelastet werden. Zudem kann je nach Anwendung die Auslastung eines Prozessors von der Datenübertragungsrate begrenzt werden, genauer wenn eine große Datenmenge zu verarbeiten ist, bei welcher die erforderliche Übertragungsgeschwindigkeit nur die vergleichsweise kleinen Caches bereitstellen können. Selbst mit geschwindigkeitsoptimierten Programmbibliotheken (z. B. Linpack) werden durchschnittlich nur 80 Prozent des theoretischen Maximums genutzt. Prozessoren außerhalb des Embedded-Bereiches mit zu kleinem oder fehlendem Cache sind daher nicht mehr vorzufinden.
Über die Effizienz eines Prozessors sagt die TDP (selbst in Kombination mit der Taktfrequenz) ebenfalls wenig aus. So benötigt zum Beispiel ein Intel i7-980X mit 6 Kernen, 3333 MHz maximaler Taktfrequenz und einer TDP von 130 Watt unter Volllast zwar 19-mal so viel Strom wie ein Intel Atom N450 mit einem Kern, 1667 MHz  maximaler Taktfrequenz und einer TDP von 5,5 Watt, jedoch hat der Intel i7-980X im „Cinebench R10“-Test eine 30-mal höhere Endpunktzahl.
Durch fertigungsbedingte Varianzen kann die tatsächliche Leistungsaufnahme so wie andere Parameter zwischen baugleichen Modellen variieren. Ebenso kann das Stepping einen Einfluss haben.
Trotz der geringen Aussagekraft über den typischen Stromverbrauch wird in den Datenblättern der Hersteller kaum mehr als die TDP angegeben. Dies liegt unter anderem daran, dass es noch schwerer fällt, eine typische als eine maximale Abwärme festzulegen, da diese sehr vom einzelnen Anwendungsfall (z. B. verwendete Software, aktuelle Aufgabe und im System verbaute Komponenten) abhängt und kaum Pauschalisierungen zulässt. Lösungswege der Hersteller von x86-kompatiblen Prozessoren sind die Average CPU Power (ACP) von AMD sowie die Scenario Design Power (SDP) von Intel, die den Stromverbrauch bzw. die Abwärmeleistung bei typischer Verwendung genauer beschreiben sollen.
Mit Einführung von Funktionen wie Turbo Boost wird die Aussagekraft der TDP weiter beschränkt, denn bei Intel gilt als TDP „die durchschnittliche Leistungsaufnahme (in Watt), die der Prozessor beim Betrieb auf Basisfrequenz ableitet, wenn alle Kerne bei einer von Intel definierten hochkomplexen Arbeitslast aktiv sind“. Über den maximalen Stromverbrauch bei anliegendem Boost-Takt, der weit über die Basisfrequenz hinausgehen kann, gibt es von keinem CPU-Hersteller eine Angabe.
Seit 2013 verwendet Intel für einige energieoptimierte Prozessormodelle die SDP, Scenario Design Power. Als Mittelwert der Leistung und Abwärme, sollen diese realitätsnahe Szenarien für Tablets und Ultrabooks abdecken.
Mit der 12. Generation ("Alder Lake") ihrer CPUs passte Intel die Angaben der TDP an, es wird jetzt zwischen PBP (Processor Base Power; "Prozessorgrundleistung") und MTP (Maximum Turbo Power) unterschieden. Während die PBP wenig Aussagekraft besitzt, stellt die MTP die dauerhaft mögliche Spitzenleistungsaufnahme dar.